# Kabinet-Henny Eman II
Het kabinet Henny Eman II was het kabinet van Aruba tussen 1 september 1994 en 17 juni 1998. Het kabinet was een coalitie van de politieke partijen Arubaanse Volkspartij (AVP) en Organisacion Liberal Arubano (OLA). Het was het eerste kabinet waarin de OLA regeringsdeelname had.
Onder leiding van Henny Eman, eerst als informateur en later als formateur, sloten de partijen AVP en  OLA het “Acuerdo di San Nicolas”, het regeerprogramma waarmee de coalitiepartners de komende vier jaren gingen regeren.
Henny Eman werd premier voor de tweede keer. Op 1 september 1994 werd het nieuwe kabinet beëdigd door gouverneur Koolman. Kabinet Henny Eman II zette zich krachtig in voor verbetering van de economische en financiële situatie. De gemengde Nederlands-Arubaanse commissie Aarts-Muyale volgde nauwlettend de sanering van de overheidsuitgaven en bracht voortgangsrapportages uit. Deze commissie is een uitvloeisel van het tijdens het kabinet Oduber II in oktober 1993 getekende protocol van afspraken tussen Nederland (premier Lubbers) en Aruba (de politieke leiders Nelson Oduber en Henny Eman). 
De coalitie maakte haar regeringsperiode niet vol. De OLA verbrak in september 1997 de samenwerking toen de AVP kritiek had op Glenbert Croes vanwege diens vriendjespolitiek. De Algemene Rekenkamer Aruba onderzocht in verband hiermee enkele overheidsprojecten en concludeerde dat de aanbesteding door Croes van deze infrastructurele projecten ondoorzichtig en oncontroleerbaar was geweest. Er werd besloten de geplande verkiezingen van 1998 naar voren te schuiven. Na de verkiezingen van december 1997 bleef de zetelverhouding tussen de twee grootste partijen ongewijzigd (AVP 10 en MEP 9 zetels). Hierna volgde een zeer moeizame formatie waardoor het demissionaire kabinet nog 6 maanden aanbleef.

## Samenstelling
| Ministerie                                       | Minister           | Partij | Opmerkingen  |
| ------------------------------------------------ | ------------------ | ------ | ------------ |
| Minister-President en Algemene Zaken             | Henny Eman         | AVP    |              |
| Financiën                                        | Armand Engelbrecht | AVP    |              |
| Onderwijs en Welzijnszaken                       | Eddy Croes         | AVP    |              |
| Justitie en Publieke Werken                      | Watty Vos          | AVP    |              |
| Economische Zaken en Toerisme                    | Tico Croes         | AVP    |              |
| Vervoer en Communicatie                          | Glenbert Croes     | OLA    | vice-premier |
| Volksgezondheid, Sociale Zaken, Cultuur en Sport | Lily Beke-Martinez | OLA    |              |

Mito Croes is de gevolmachtigde minister. De gevolmachtigde minister is lid van de rijksministerraad maar geen lid van het Arubaanse kabinet.
Henny Eman I ·
Oduber I ·
Oduber II ·
Henny Eman II ·
Henny Eman III ·
Oduber III ·
Oduber IV ·
Mike Eman I · 
Mike Eman II · 
Wever-Croes I · 
Wever-Croes II